# جوليا هولتر
جوليا هولتر (بالإنجليزية: Julia Holter)‏ هي موسيقية وكاتبة غنائية ومغنية ومنتجة أسطوانات أمريكية، ولدت في 18 ديسمبر 1984 في ميلواكي في الولايات المتحدة.

## وصلات خارجية
- الموقع الرسمي
- جوليا هولتر على موقع IMDb (الإنجليزية)
- جوليا هولتر على موقع ميوزك برينز (الإنجليزية)
- جوليا هولتر على موقع أول ميوزيك (الإنجليزية)
- جوليا هولتر على موقع ديسكوغز (الإنجليزية)
- جوليا هولتر على موقع قاعدة بيانات الفيلم (الإنجليزية)